# Henri Coppens
Henri François Louis Coppens, també anomenat Rik Coppens, (Anvers, 29 d'abril de 1930 - Wilrijk, 5 de febrer de 2015) fou un futbolista belga de les dècades de 1950 i 1960.
Pel que fa a clubs, la major part de la seva carrera la passà al K. Beerschot V.A.C. Fou 47 cops internacional amb la selecció belga de futbol, amb la qual disputà la Copa del Món de Futbol de 1954.
Un cop retirat fou entrenador a clubs com Tubantia Borgerhout (1970-1971), Berchem (1971-1974 i 1977-1981), Beerschot (1974-1977 i 1981-1984) i Club Brugge (1981).